# Priddy Circles

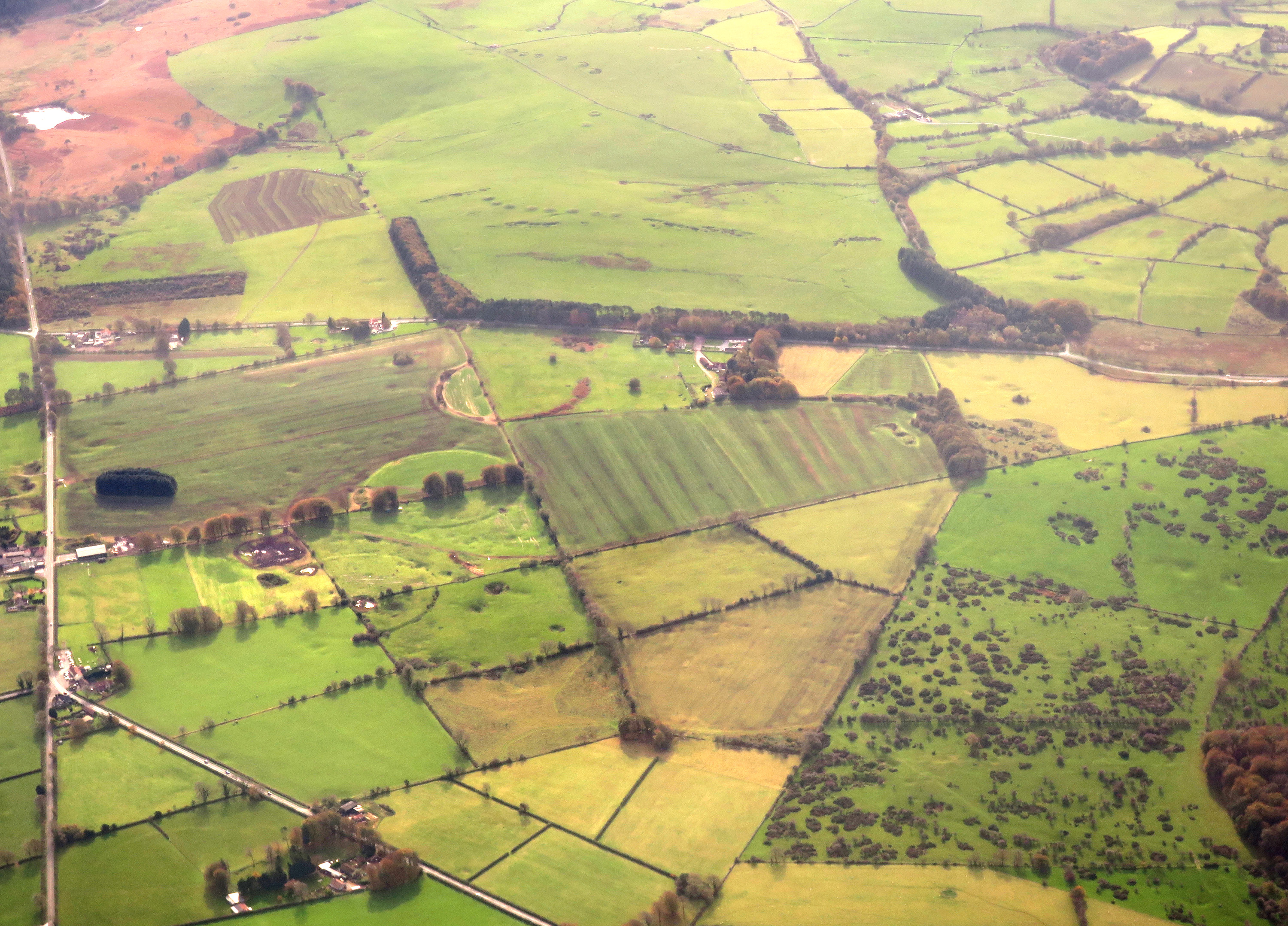
Priddy Circles

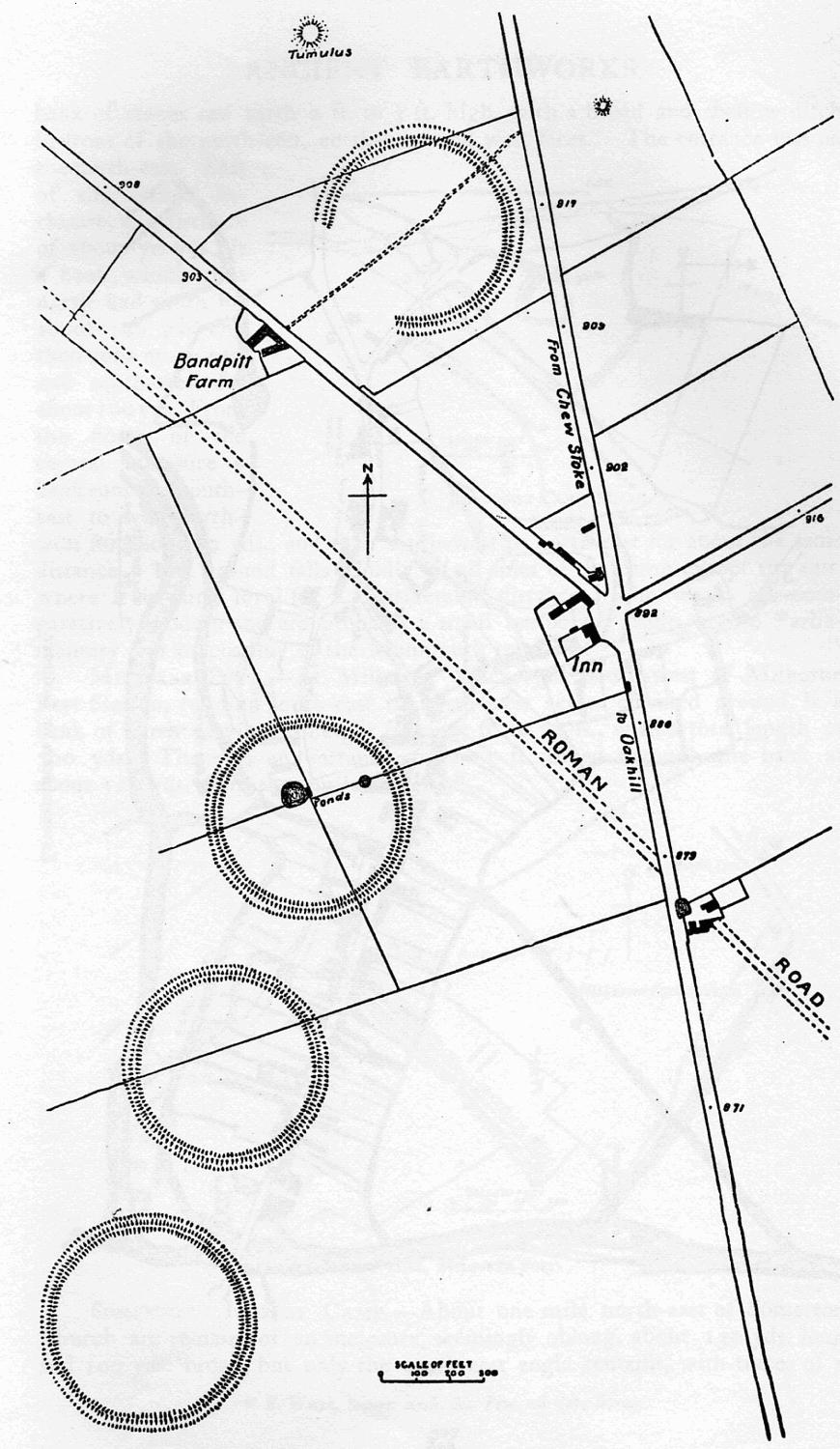
Lageplan

Die vier Priddy Circles nördlich von Wells, östlich von Priddy in Somerset in England auf einem Plateau der Mendip Hills sind Henge-Monumente oder „Henge-ähnliche Monumente“.
Die drei südlichen Kreise liegen im Abstand von etwa 80 m entlang einer Achse und haben Durchmesser von 185 m. Der nördliche Priddy-Kreis ist etwas kleiner als die anderen, sein Mittelpunkt liegt versetzt zur Achse der anderen. Jede der Henges hat einen äußeren Graben. Ihre Wälle waren ursprünglich von Palisaden mit sehr dünnen Pfosten gekrönt.

## Forschungsgeschichte
Eine Ausgrabung der University of Bristol Spelaeological Society 1956–1959 konnte die Struktur des ersten Kreises aufklären, erbrachte jedoch keine Funde. Peter Ellis führte 1986 bis 1988 archäologische Geländeuntersuchungen in der Area of Outstanding Natural Beauty der Mendips durch. Die Kreise stehen unter Denkmalschutz.
In der Umgebung der Kreise gibt es mehrere Vertiefungen, die teilweise als Pingen gedeutet wurden, es scheint sich jedoch um Karststeinbrüche zu handeln.

## Datierung
Henges werden gewöhnlich mit der mittelneolithischen Grooved Ware in Zusammenhang gebracht. Ellis hebt jedoch hervor, dass es keinerlei Hinweise auf die Datierung der Priddy Circles gibt, ihr Plan auf den Britischen Inseln einzigartig ist und die Form der Wälle an bronzezeitliche befestigte Einzelhöfe erinnert.

## Deutung
Der Geograph und Autor populärwissenschaftlicher Bücher Rodney Castleden spekuliert, dass der nördlichste Kreis später hinzugefügt wurde, wie der unfertige nördliche Steinkreis in Avebury. Peter Ellis erwägt, dass ein heute verschwundenes Erdwerk die Kreise getrennt haben könnte. Später wurde zwischen den südlichen und dem nördlichen Zirkel eine römische Straße von Charterhouse nach Old Sarum gebaut. Es könnte sich bei dem nördlichen Zirkel auch um einen frühbronzezeitlichen „Bowl-Barrow“ handeln.
Es gibt verschiedene Theorien darüber, warum vier „Henges“ aneinandergereiht wurden. Castleden diskutiert, dass das Bevölkerungswachstum zusätzliche Kreise erforderlich gemacht haben könne, hält dies aber für unwahrscheinlich. Er nimmt an, dass hier vielleicht verschiedene Gottheiten gesondert verehrt wurden oder dass jeder der Kreise für unterschiedliche Zeremonien verwendet wurde. In einer Zusammenfassung der Geländeuntersuchungen aus den Jahren 1986 bis 1988 erwägt Peter Ellis, dass die südlichen drei und die nördliche Kreisanlage zu verschiedenen Territorien gehört haben könnten.